# Отто Свердруп
Отто Нейман Кноф Свердруп (норв. Otto Neumann Knoph Sverdrup; нар. 31 жовтня 1854, Біндал, Нурланн, Норвегія, Шведсько-норвезька унія — пом. 26 листопада 1930, Саннвіка, Норвегія) — норвезький полярний мореплавець і дослідник. Кавалер Великого хреста ордена святого Олафа за дослідження Канадського арктичного архіпелагу.

## Біографія
Отто Свердруп народився в селянській родині. Був другим із десяти дітей. З 10 років батько привчав Отто до полювання, свого першого ведмедя він здобув у 14 років.
З 17 років Свердруп займався морською справою, плавав у Північно-Льодовитому океані, на північноатлантичних лініях і в США. Вільно володів англійською мовою. Капітанський диплом отримав у 25 років.
З Фрітьофом Нансеном познайомився через його брата-адвоката Олександра, садиба якого межувала з фермою Свердрупів. У віці 34 років, разом із Нансеном вперше в історії перетнули на лижах острів Гренландія.
1891 року одружився зі своєю кузиною Андреа Грете Енгельскен. Їхня єдина донька Одгільд стала дружиною лінгвіста Карла Марстраннера.
З 14 березня 1895 року по 20 серпня 1896 року виконував обов'язки начальника Норвезької полярної експедиції до Північного полюса. У цей час Нансен, разом із Ялмаром Йогансеном, спробував дістатися до полюса на санях і не повернувся на судно. У 1897 році плавав командиром туристичного лайнера на Шпіцберген.
У 1898 році Свердруп на «Фрамі» вирушає досліджувати Канадський арктичний архіпелаг. За час експедиції, яка закінчилася в 1902 році, Свердрупові вдалося відкрити острова Аксел-Гейберг, Еллеф-Рінгнес, Амунд-Рінгнес та інші, картографувати західний берег острова Елсмір, і досліджувати протоки між островами.
Експедиція докладно обстежила територію в 260 тисяч квадратних кілометрів — більше, ніж будь-яка попередня. Всі території були оголошені володіннями Норвегії, і це викликало затяжний спір з Канадою, судові розгляди тяглися до 1930 року, а останні документи про відмову від претензій, Сведруп підписав за два тижні до смерті. У 1931 році канадський уряд викупив всі матеріали експедиції Свердрупа, які зберігаються тепер в Національному архіві Канадської федерації.
Близько 1907 року Свердруп переїхав на Кубу, де придбав плантацію. Але не досяг успіху в новій справі, і через кілька років повернувся до Норвегії.
У 1914 році Російська імперія запросила дослідника взяти участь в операції з пошуку і порятунку полярних експедицій Георгія Сєдова, Володимира Русанова і Георгія Брусилова, які зникли протягом одного, попереднього, року. Був призначений капітаном парового барка «Екліпс», і в тому ж році вирушив до Арктики. Зиму 1914—1915 років перечікував у північно-західного берега півострова Таймир, а звільнившись від льодів, досяг острова Усамітнення, де восени 1915 роки підняв російський прапор.
Після Жовтневого перевороту Свердруп співпрацював з Радянською республікою, і в 1920 році на криголамі «Святогор» звільнив з льодового полону пароплав «Соловей Будимирович».
У 1921 році він здійснив свою останню експедицію в Арктику, знову на замовлення Радянської Росії. На борту криголамного пароплава «Ленін» він очолив конвой з п'яти суден, завантажених хлібом. Провів їх Північним морським шляхом через Карське море, від гирла Обі до Єнісею.

## Пам'ять
Його ім'ям названі:
- острів Свердрупа[ru] в Карському морі;
- острови Свердрупа в морі Лінкольна;
- протоку між островами Аксел-Гейберг і Мін;
- фрегат ВМС Норвегії — F312 «Otto Sverdrup»[no].

У 2000 році Міжнародний астрономічний союз присвоїв ім'я Свердрупа кратеру на зворотному боці Місяця.
У 2001 році Гренландія, Канада і Норвегія випустили на честь Свердрупа серію поштових марок.